# بری مارکوس
بری مارکوس (هلندی: Barry Markus؛ زادهٔ ۱۷ ژوئیهٔ ۱۹۹۱) دوچرخه‌سوار اهل هلند است.
از باشگاه‌هایی که در آن رکاب زده‌است می‌توان به تیم دوچرخه‌سواری رومپوت–ندرلانسه لوتری، تیم لوتوان‌ال–یومبو، تیم دوچرخه‌سواری رابوبانک دولوپمنت و تیم دوچرخه‌سواری وکانسولیل–دی‌سی‌ام اشاره کرد.